# BRP Laguna (LT-501)
Le BRP Laguna (LS-501) (ex-USS LST-230) est un Landing Ship Tank de la marine philippine issue de l'ancienne LST Mk.2 de l'US Navy. Il porte le nom la province de Laguna lieu de naissance du héros philippin José Rizal.

## Histoire
L'USS LST-230 a été construit au chantier naval Chicago Bridge & Iron Co. dans l'Illinois aux États-Unis et mis en service le 3 novembre 1943. Il a servi lors du débarquement de Normandie (6 au 25 juin 1944) puis au débarquement de Provence (15 août au 25 septembre 1944). Puis il est affecté en Extrême-Orient jusqu'en 1946. Il obtient deux Service star pour son service durant la Seconde Guerre mondiale. De retour aux États-Unis, il est désarmé le 4 mars 1946. En 1952 il reprend du service en Extrême-Orient au Military Sealift Command.
Il a été transféré aux Philippines le 13 septembre 1976 et rebaptisé BRP Laguna (LT-501).

### Note et référence
- (en) Cet article est partiellement ou en totalité issu de l’article de Wikipédia en anglais intitulé « BRP Laguna (LT-501) » (voir la liste des auteurs).